# Finestres de Can Totim
Les Finestres de Can Totim són una obra gòtica de Santa Maria de Palautordera (Vallès Oriental) protegida com a Bé Cultural d'Interès Local.

## Descripció
Casa entre parets mitgeres de planta baixa, pis i golfes, de nova planta. La coberta és a dues vessants de teula àrab, amb el carener paral·lel a la façana acabat en ràfec i teula canalera.
La casa conserva els finestrals originals de l'edifici que hi havia en origen.
La finestra del primer pis és d'arc conopial lobulada, amb rosetes a la línia de les impostes. Aquesta roman, de forma aproximada, al seu emplaçament anterior. La finestra de les golfes és de permòdols a la línia de les impostes i originàriament es trobava a la dreta de la porta principal.
La porta d'accés és d'arc de mig punt adovellada, però aquestes dovelles no són les originals.

## Història
La casa original que ocupava aquest emplaçament, juntament amb les que romanen a la mateixa plaça, foren del primer nucli urbà de Santa Maria de Palautordera, les quals s'erigiren al voltant de l'església. D'aquestes edificacions únicament es conserven poques restes i moltes d'elles en llocs diferents dels originals. Les finestres que es conserven en aquesta casa són restes d'aquestes edificacions del segle xvi.